# Stjepan Andrijašević
Stjepan Andrijašević (Split, 7. veljače 1967.) je bivši hrvatski nogometaš. Njegova dvojica sinova, Pjero (rođen 1988.) i Franko (1991.), su također nogometaši.

## Karijera
Seniorsku karijeru je započeo u Hajduku iz rodnog Splita za kojeg je skupio preko 100 ligaških nastupa. Nakon Hajduka, nastupao je u inozemstvu gdje je igrao za francuski AS Monaco FC, te španjolske Celta Vigo i Rayo Vallecano. Nakon čega se vraća u Hrvatsku, u NK Solin. Karijeru završava 2000. godine u Grudama.
Za hrvatsku reprezentaciju natupio je 5 puta u periodu od 1992. do 1994. godine.
Bio je pomoćni trener Anti Miši u Hajduku.

## Statistika u Hajduku
| Natjecanje        | Nastupi | Zgodici |
| ----------------- | ------- | ------- |
| Prvenstvo         | 149     | 29      |
| Kup               | 25      | 6       |
| Superkup          | 5       | 0       |
| Međunarodne       | 22      | 2       |
| Splitski podsavez | 0       | 0       |
| Ukupno            | 201     | 37      |
| Prijateljske      | 109     | 25      |
| Sveukupno         | 310     | 62      |

Prvi nastup u prvoj momčadi Hajduka bio mu je za prvenstvo Jugoslavije protiv Rijeke, 27. svibnja 1984. umjesto Šalova. Hajduk je tu utakmicu odigrao 0:0. Uz njega kao zamjena Španjiću ušao je D. Čop, a nastupili su otpočetka Pudar (branka), Janković, Šušnjara, Čelić, J. Čop, Rožić, Šalov, Gudelj, Pešić, Vulić i Španjić.

## Andrijaševići u Hajduku
- Franko Andrijašević
- Stjepan Andrijašević
- Vojko Andrijašević

## Vanjske poveznice
- national-football-teams